# Apostolisch vicariaat Puerto Leguízamo-Solano
Het apostolisch vicariaat Puerto Leguízamo-Solano (Latijn: Vicariatus Apostolicus Portus Leguizamensis-Solanensis) is een rooms-katholiek apostolisch vicariaat met als zetel Puerto Leguízamo, in Colombia. Het apostolisch vicariaat is vrijgesteld en valt als immediatum direct onder de Heilige Stoel, zonder te behoren tot een kerkprovincie. 

## Geschiedenis
Het apostolisch vicariaat werd opgericht op 21 februari 2013, uit delen van het apostolisch vicariaat San Vicente-Puerto Leguízamo. 

## Parochies
Het apostolisch vicariaat had in 2020 een oppervlakte van 56.000 km2 en telde 58.600 inwoners waarvan 83,0% rooms-katholiek was.

## Apostolisch vicarissen
- Joaquín Humberto Pinzón Güiza (21 februari 2013 - heden)